# تل أبيب (تلة)

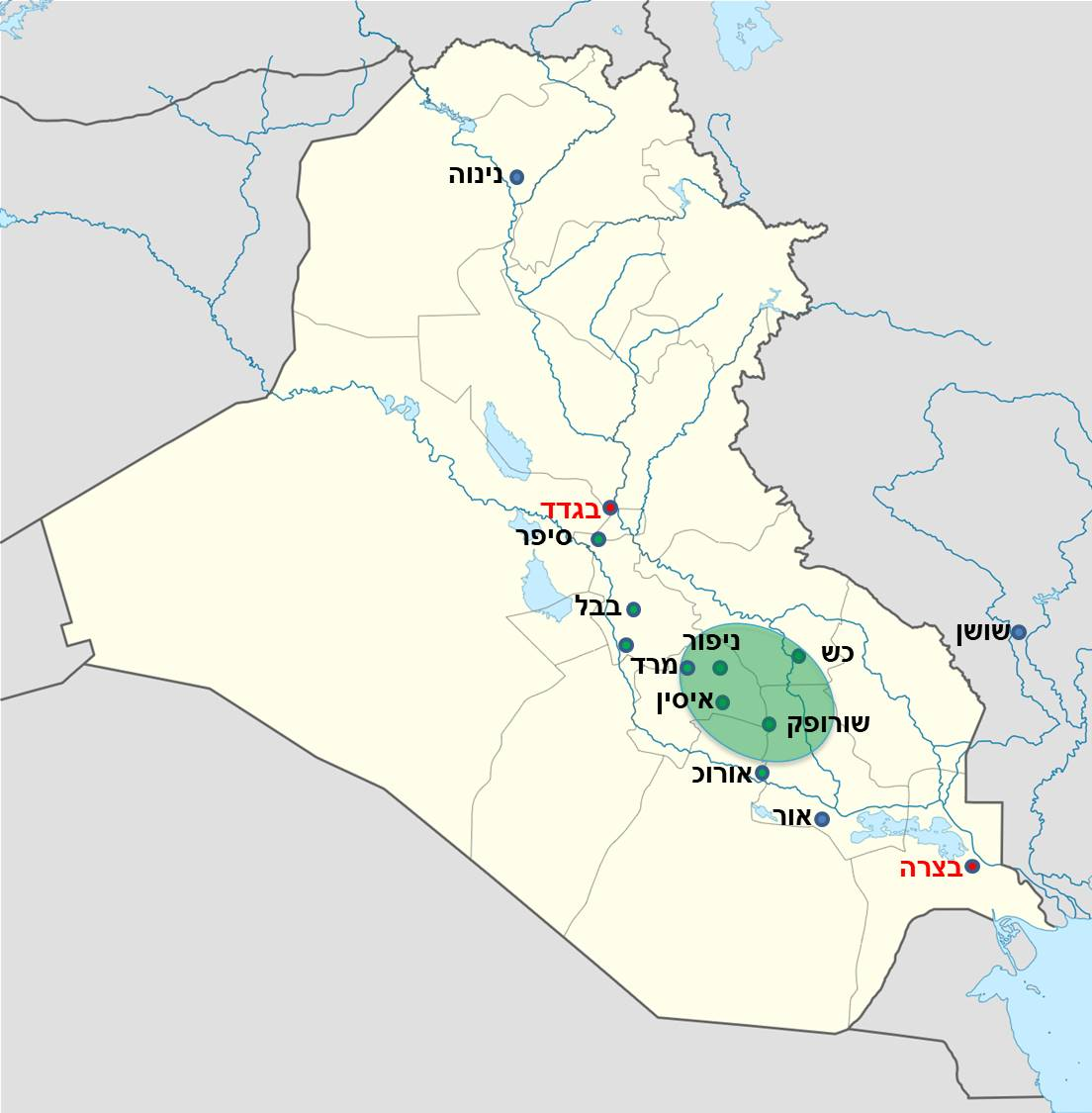

تل أبيب ((بالعبرية: תל-אביב)תל-אביב(بالعبرية: תל-אביב),  ("تل (الموسم) الربيع"), من الأكدية  تل أبيب تعني ("تل الفيضان")  و يوجد تعريف مجهول الهوية (مدينة التل) على قناة كبار ، بالقرب من نيبور في ما يعرف الآن بالعراق . ذكر تل أبيب في سفر حزقيال :
تبنى ناحوم سوكولوف اسم المكان التوراتي كعنوان للترجمة العبرية لرواية تيودور هرتزل ("الأرض الجديدة القديمة"). وفي وقت لاحق، أعطت اسمها لمدينة تل أبيب الإسرائيلية الحديثة .

## الموقع
يُعدّ نهر خابور موقعًا لعدة مشاهد مهمة في سفر حزقيال، بما في ذلك الآيات الافتتاحية من السفر. يُشار إلى هذا النهر في السفر ثماني مرات في المجموع:.
قديماً، حددت بعض التفاسير الكتابية النهر بأنه هو نهر الخابور الموجود حاليًا في سوريا، والذي يُذكر في (1 أخبار الأيام 5:26) باسم "خابور". ومع ذلك، يتفق البحث العلمي الحديث على أن موقع قناة خابور هو بالقرب من مدينة نيبور في العراق.
يُذكر الممر المائي "كا-با-رو" (ka-ba-ru) في اللغة الأكدية ضمن أرشيفات عائلة موراشو في نيبور والتي تعود إلى القرن الخامس قبل الميلاد.
كانت القناة جزءًا من شبكة معقدة من قنوات الري والنقل، والتي شملت أيضًا قناة شطّ النيل (Shatt el-Nil)، وهي قناة مغلقة بسبب الطمي تقع شرق مدينة بابل.

## طالع
- تل نهاريا